# Klu-ski

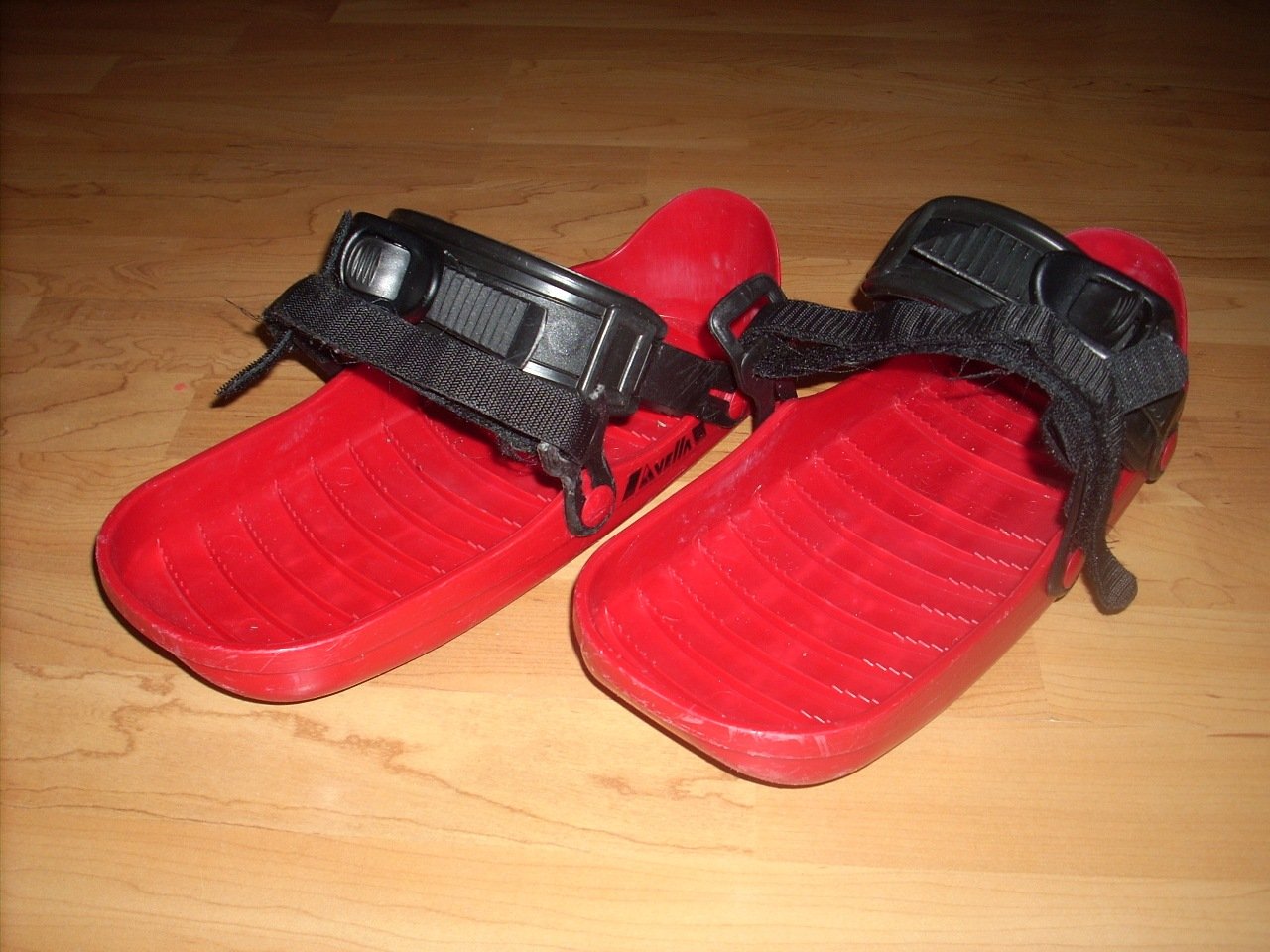
Pohled shora

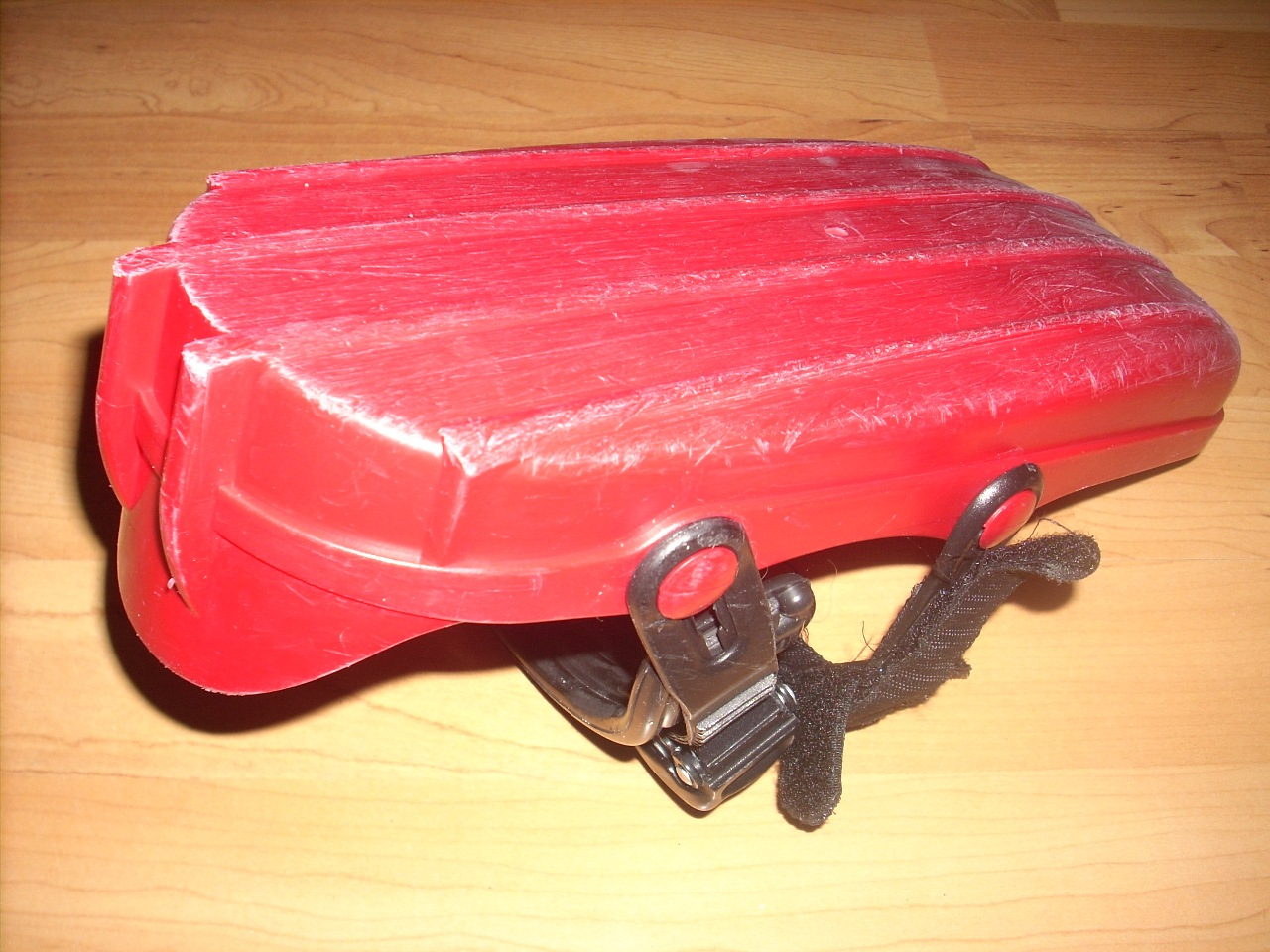
Pohled zdola

Klu-ski (též kluski) jsou násady na boty ve tvaru nízkých vaniček, vyrobené z vysoce houževnatého materiálu, vyvinutého speciálně pro výrobky namáhané hluboko pod bodem mrazu. Jsou určeny ke sportovnímu vyžití a rekreaci na tvrdém uježděném povrchu, stačí malé množství sněhu na tvrdém podkladu. K botě se připínají napevno vázáním, které se připíná na běžnou obuv.
Někdy se název počešťuje na kluzky, avšak tímto slovem se označují spíše krátké dětské plastové lyže.

## Historie
Klu-ski byly vystavovány jako novinka na výstavě Sport-Prague 1999 a na trh byly uvedeny v listopadu 1999.[zdroj?] Autorem designu je Ing.Vratislav Žák.[zdroj?] Výrobku bylo uděleno Zvláštní uznání poroty v národní designérské soutěži "Vynikající výrobek roku 2000", kterou vypisuje Design centrum České republiky.[zdroj?] V českých půjčovnách se začaly klu-ski objevovat v roce 2000.

## Využití
Na kluzkách se dá, podobně jako na lyžích nebo snowboardu, jezdit na upravených svazích, na sjezdovkách a ve skiareálech. Pro zvládnutí rychlé jízdy z kopce je přitom zapotřebí několik hodin či dní tréninku. Bez potřebných zkušeností totiž hrozí vysoké riziko častých pádů, respektive následných modřin a odřenin. Trénink by přitom neměli opomenout ani zkušení lyžaři a znalci jiných zimních sportů, klusking (jízda na kluzkách) se stylem ovládání poměrně dost liší. Oproti lyžím jsou klu-ski podstatně méně stabilní, nezbytné pro návyk jízdy na kluzkách je zvyknout si na absenci ostrých hran a s tím související styl zatáčení a brzdění. Klasické smýkané oblouky nebo carving provozované na lyžích nejsou na kluzkách proveditelné, svah se sjíždí povětšinou rovně dolů, tzv. „šusem“.
Při jízdě z kopce po středně prudké sjezdovce je vhodné mít předsunutou jednu nohu dopředu a zadní nohou rýt patou do sněhu kvůli brzdění, posléze úlohu obou nohou prohazovat v úzkých obloucích, ve kterých je logické použít předsunutou nohu jako vnitřní v oblouku. Na prudších, případně namrzlejších svazích je vhodné rýt i přední nohou. Úzké přímé oblouky na rozdíl od lyžařských širokých umožňují menší zábor místa na sjezdovce, který lze využít ke spolujízdě s ostatními kluskery držícími se za ruce. Na přeplněných českých sjezdovkách to kluskeři považují za výhodu. Díky nižší možné dosažitelné rychlosti nejsou pády tak vážné jako na lyžích a obvykle se dají očekávat. Hůlky se obvykle nepoužívají, volné ruce jsou důležité při pádu. Na přemrzlém sněhu se stabilita získává velmi těžko, v čerstvém nebo rozbředlém je jízda jednodušší, ale pokud je rozbředlý příliš v kombinaci s mírným svahem, tak se kluski boří.
Kluski mohou také sloužit ke zpestření zimní pěší turistiky. Protože jsou skladné a poměrně lehké, dají se vzít s sebou na túru do batohu a nasadit je až na vhodném terénu. Pro cestu do kopce jsou nepoužitelné, na upravených cestách se s nimi lze po rovině pohybovat podobně jako na bruslích. Při jízdě z kopce na turistických trasách je třeba dbát zvýšené opatrnosti, aby nedošlo ke srážce s jinými lidmi nebo s přehlédnutou neživou překážkou. S kluskami může turista využít na své trase standardních lyžařských vleků. Lze je použít i ve městě na zasněžených neuklizených chodnících, případně na neposypaných silnicích s uježděným sněhem se zvýšenou opatrností.
Jak už bylo zmíněno, Kluski jsou použitelné jen na uježděném, ztvrdlém nebo rolbou upraveném sněhu. V čerstvě napadeném hlubokém sněhu mají tendenci se propadávat, neboť nerozkládají hmotnost na velkou plochu.

## Výrobci a vyráběné typy
Toto sportovní náčiní vyrábí česká společnost Vella s r. o., která se jinak specializuje především na zakázkové šití sportovního oblečení, výrobu mobilních reklamních bannerů a praporů a nástrojářské práce.
Klu-ski se vyrábí ve dvou typech a třech barevných provedeních. Jednotlivé modely se liší pouze použitým druhem vázání. 
- Klu-ski standard se upínají provlékacími řemínky se suchými zipy.
- Klu-ski speciál oproti tomu disponují plastovými rychloupínacími přezkami, jaké se používají na freestylových snowboardech s měkkým vázáním. Díky kvalitnějšímu upínání je model speciál zhruba o 100 Kč dražší a o několik desítek gramů těžší.

Barevná provedení jsou v současnosti v prodeji tři – červená, žlutá a černá. Dříve se prodávala i tmavomodrá varianta, ta už dnes ale v nabídce Velly nefiguruje z důvodů technologické náročnosti výroby. Modré modely tím dnes získávají sběratelskou hodnotu.
Cena se pohybuje kolem 500 až 800 Kč za pár.

## Potřebné vybavení
Pro klusking neexistuje žádné speciální oblečení, nejvhodnější je běžná lyžařská nebo snowboardová výstroj. Důležité (zvláště pro jízdu na sjezdovce) je ale kvalitní obutí, které by mělo chránit nohu před vlhkem a studeným vzduchem. Na to jsou ideální kotníkové trekkingové nebo outdoorové boty.
Stejně jako u ostatních sportů provozovaných na sjezdovce jsou vhodné ochranné pomůcky ve formě přileb, chráničů páteře a vyztužených rukavic. Na kluzkách lze jezdit i se sjezdařskými hůlkami. Elitní světová špička však jezdí bez nich, protože při pádech zvyšují riziko zranění a na ovládání kluzek nemají podstatný vliv.

## Disciplíny a soutěže
Protože zatím neexistuje žádná oficiální česká ani světová kluskingová asociace, nepořádají se v kluskingu ani žádné oficiální závody. Soutěže tak probíhají nahodile, bez většího širšího povědomí uvnitř jednotlivých skupin kluskerů. Soutěží se zpravidla v disciplínách odvozených od lyžování – ve sjezdu, slalomu, kluskercrossu (obdoba skicrossu), nebo v porotou hodnocených skocích.